# Dimos Georgios Karaiskakis
Dimos Georgios Karaiskakis (Georgios Karaiskakis) är en kommun i Grekland.   Den ligger i prefekturen Nomós Ártas och regionen Epirus, i den centrala delen av landet, 250 km nordväst om huvudstaden Aten. Antalet invånare är 7 131. Arean är 467 kvadratkilometer.
Terrängen i Dimos Georgios Karaiskakis är bergig österut, men västerut är den kuperad.